# Râul Tisa, Bistrița
Râul Tisa este un curs de apă, afluent al râului Bistrița. 

## Hărți
- Harta județului Suceava
- Harta munții Suhard  Arhivat în 16 decembrie 2009, la Wayback Machine.